# Utjitel penija
Utjitel penija (russisk: Учитель пения) er en sovjetisk spillefilm fra 1972 af Naum Birman.

## Medvirkende
- Andrej Popov som Jefrem Solomatin
- Andrej Dmitrijev som Andrej Visjnjakov
- Jakov Stepanov som Sjura
- Ljudmila Ivanova som Klavdija Solomatina
- Irina Alfyorova som Tamara